# Ешли Мари
Ешли Моник Мари (енгл. Ashleigh Murray; Канзас Сити, 18. јануар 1988) је америчка глумица и пјевачица. Позната је по улози Џоузи Мекој у серији Ривердејл.

## Биографија
Ашли је рођена у Канзас Ситију, у петом разреду основне отишла је код своје тетке у Окланд, Калифорнију да са њом живи двије године. У том периоду је похађала часове клавира, џеза и хип-хопа. Послије средње школе преселила се у Њујорк, гдје је студирала на Њујоршком конзерваторију за драмске умјетности, а завршила је 2009. године.

## Каријера
Ашли Мари је 2016. године глумила у познатој серији Ривердејл, у улози Џози Мекој. Имала је сјајну улогу амбициозне дјевојке која је водећа пјевачица у бенду "Џози и Мачкице".
Такође је глумила главну улогу у Нетфликсовом филму "Диедра и Ланеј роб а Трејн" 2017. године. Филм је имао свјетску премијеру на Санденс Филм Фестивалу 23. јануара 2017. године. Објављен је 7. марта 2017. године.
Она се придружила Клои Бенет, Логан Паулу и Џеси Енис у музичком римејку "Валери Грлс" 

## Филмографија
| Година | Назив                      | Улога          |
| ------ | -------------------------- | -------------- |
| 2007.  | Тражење хармоније          | Хармони        |
| 2012.  | Добродошли у Њујорк        | Симона         |
| 2014.  | Гринд                      | Радна дјевојка |
| 2017.  | Диедра и Ланеј Роб а Трејн | Диедра         |

## Телевизија
| Година | Назив     | Улога       |
| ------ | --------- | ----------- |
| 2014.  | Следећа   | Студенткиња |
| 2016.  | Млађа     | Дјевојка    |
| 2017.  | Ривердејл | Џози Мекој  |